# Octomeria sancti-angeli
Octomeria sancti-angeli är en orkidéart som beskrevs av Friedrich Fritz Wilhelm Ludwig Kraenzlin. Octomeria sancti-angeli ingår i släktet Octomeria och familjen orkidéer. Inga underarter finns listade i Catalogue of Life.